# Malung
Malung je sídlo obce Malung-Sälen ve Švédsku nacházející se v kraji Dalarna. Ke konci roku 2010 byl počet obyvatel 5126.

## Historie
Poprvé je jméno sídla zmiňováno v královské sáze Sverris v severogermánské formě Molungr v roce 1200. Je odvozeno od slova v místním dialektu pro písek a štěrk, na něž jsou bohaté vody místní řeky se Västerdalälven.

## Klima
Klima je mírné subarktické blízké kontinentálnímu. Ve srovnání s okolními oblastmi je chladnější.